# Jonathan Edwards (teolog)
 Der er flere personer med dette navn, se Jonathan Edwards.
Jonathan Edwards (født 5. oktober 1703 i East Windsor Hill, Connecticut, død 22. marts 1758 i Princeton, New Jersey) var en amerikansk teolog og filosof. Han var far til Jonathan Edwards den yngre.
Kun 19 år gammel blev han præst for en lille presbyteriansk menighed i New York, 2 år senere lærer ved Yale College, og 1727 blev han
hjælpepræst hos sin bedstefader, Solomon Stoddard, i kongregationalisternes menighed i Northampton, Massachusetts, ved hvilken menighed han blev ved bedstefaderens død kort efter. Han øvede her en stor gerning; men den strenge sædelige tugt, han pålagde medlemmerne af sin menighed, i forbindelse med hans bestemte hævdelse af, at kun den, som var genfødt i ånd og sandhed, kunne få adgang til nadverbordet, vakte stor modstand mod ham, og han nedlagde sit embede 1750. Det følgende år tog han mod et kald til at være præst i Stockbridge, hvor han foruden at betjene en menighed skulde drive mission bland indianerne. I 1757 blev han kaldet til forstander for Princeton College, men døde få måneder efter at have tiltrådt sin nye stilling. Edwards var en meget frugtbar forfatter, han efterlod mere end 1400 manuskripter, af hvilke flere endnu ikke er udgivne. Han var en selvstændig tænker, der altid gik sine egne veje. Hans teologi var calvinistisk, men han frygtede ikke for at korrigere Calvin. Hans kendteste værk er: A treatise on the Freedom of the Will (1754), hvor han stærkt fremhæver, at viljen er kausalitetsloven underkastet. Efter hans død udkom et andet af hans hovedværker: The history of Redemption (1774).